# 有机铝化合物
有机铝化合物是指含有碳-铝键的化合物。有机铝化学是有机金属化学的重要研究主题之一。

## 历史
历史上第一个有机铝化合物(C2H5)3Al2I3于1859年发现，之后，在1865年，Buckton和Odling用二甲基汞和铝的反应制备了三甲基铝。在之后的近乎一百年，有机铝化学没有得到人们的足够重视，直到1953年齐格勒和他的同事发现四氯化钛和三烷基铝可以在常压下催化乙烯聚合，有机铝化学迅速发展起来。齐格勒也因此获得了诺贝尔奖。
1988年，第一个含Al-Al键的有机铝化合物被人们合成出来，具体反应如下：
2 [(Me3Si)2CH]2AlCl + 2 K → [(Me3Si)2CH]2Al-Al[CH(SiMe3)2]2 + 2 KCl

## 制备
利用金属铝、烯烃和氢气直接合成，可以得到三烷基铝（三甲基铝除外）。
铝粉和卤代烃反应，可以得到R3Al2X3。
铝和二烃基汞反应，可以得到三烃基铝。
含有Al-Al键的有机铝化合物则可由金属钾和二烷基氯化铝反应得到：
(R2AlCl)2  +  2 K  →   R2Al-AlR2  +  2 KCl

## 结构
三烃基铝和烃基卤化铝都是以甲基桥或氯桥相连的双核铝化合物。

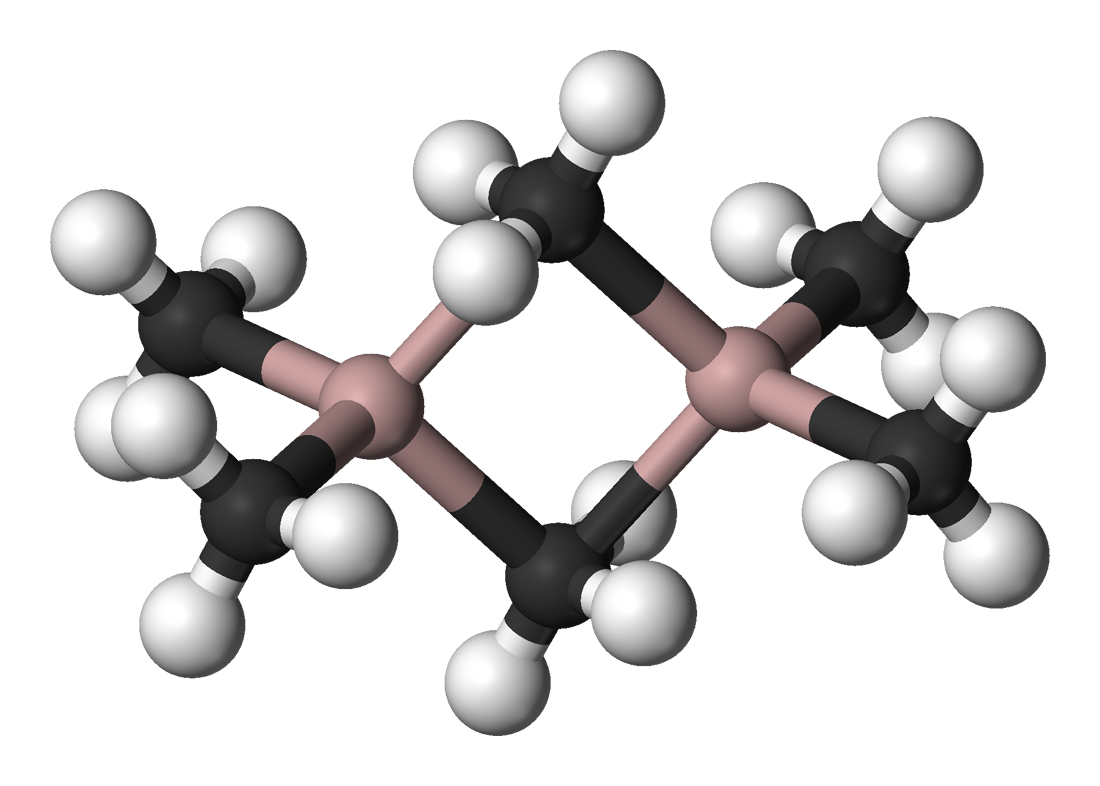
三甲基铝的结构。

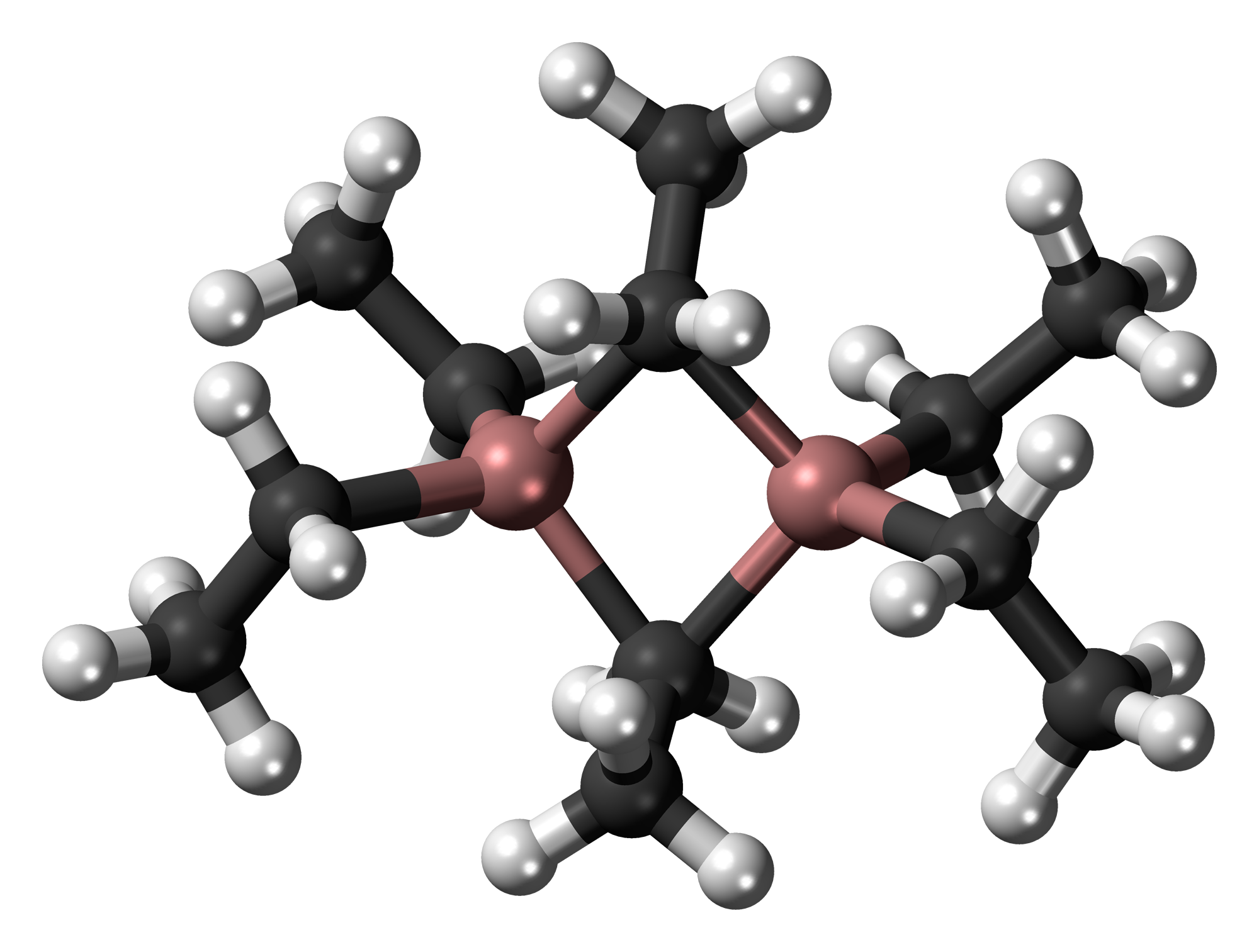
三乙基铝的结构。

## 性质
三烃基铝对空气和水都很敏感，其中，低级的三烷基铝在空气中易自燃，和水反应可以爆炸。三烃基铝是路易斯酸，可以和醚、硫醚、胺、膦等生成稳定的配合物。
三乙基铝可以和二氧化碳反应，将二氧化碳缓慢通入三乙基铝中，按下式反应：
3 Et3Al + CO2 → Et3C-O-AlEt2
这个产物用酸处理得到叔醇Et3C-OH。如果将三乙基铝倒入过量的CO2，那么得到羧酸的衍生物：
Et3Al + CO2 → Et-C(=O)-OAlEt2

## 反應
有机铝化合物為高反應性的親電試劑，原因是因為鋁及碳原子的電荷分離。

### 路易氏酸
有机铝化合物是路易氏酸，属于軟硬酸鹼理論中的硬酸，會和像吡啶、四氢呋喃及叔胺等路易氏鹼類形成以鋁為中心的四面體加合物。

### 親電試劑
鋁-碳 鍵為極性鍵，因此碳有很強的路易氏鹼性，和酸反應會產生烷烃，例如醇類會變成醇鹽：
AlR'3  +  ROH   →   1/n (R'2Al−OR)n  +  R'H
不只是簡單的無機酸，許多不同的酸類都可以參與此一反應。胺會產生酰胺衍生物的，配合二氧化碳，三烷基鋁化合物會變成二烷基羧酸：
AlR3  +  CO2   →   R2AlO2CR
此轉換類似格氏試劑的加碳反應。
若有氧氣存在，可以產生對應的醇鹽，再水解後會產生醇類：
AlR3  +  3/2 O2   →   Al(OR)3
像[{HC[C(Me)N-C6H5]2}Al(R)-O-O-CMe3] [R=CH(SiMe3)2]就是有結構特性的有机铝過氧化物。

### 烯烴聚合
在工業上，有机铝化合物常作為烯烴聚合為聚烯烃的催化劑，像是甲基鋁氧烷。